# Ganimedes (tutor d'Arsínoe)
Ganimedes (en llatí Ganymedes, en grec antic Γανυμήδης) fou un eunuc de la cort egípcia, tutor d'Arsinoe IV, filla de Ptolemeu XII Auletes.
L'any 48 aC va acompanyar a la seva mestressa en la fugida d'Alexandria cap al camp egipci i després de l'assassinat d'Aquil·les (Achillas) el va substituir en el comandament de les tropes egípcies, el favor de les quals es va assegurar per un donatiu de certa importància.
Amb la seva activitat i atacs incessants va distreure a Juli Cèsar al que de fet va assetjar, i amb ajut de rodes hidràuliques va introduir aigua de mar en les reserves d'aigües del romans i va tallar la comunicació de Cèsar amb la seva flota. Va equipar dues petites flotes amb els vaixells mercants i es va enfrontar dues vegades amb Cèsar, una a la rada i l'altra al port interior d'Alexandria. Quan el germà d'Arsinoe Ptolemeu XIII Filopàtor es va unir als nacionalistes egipcis el poder d'Arsinoe va declinar i, amb ell, el de Ganimedes segons diu Aulus Hirci. Ganimedes desapareix de la història.